# Placorhynchus echinulatus
Placorhynchus echinulatus är en plattmaskart som beskrevs av Tor Karling 1947. Placorhynchus echinulatus ingår i släktet Placorhynchus och familjen Placorhynchidae. Arten är reproducerande i Sverige. Inga underarter finns listade i Catalogue of Life.